# Rat für deutsche Rechtschreibung

Estados legales del idioma alemán en Europa:
Área del idioma alemán: El alemán es idioma co-oficial y lengua materna por la mayoría de la población
El Alemán es idioma co-oficial, pero no es lengua materna por la mayoría de la población
Alemán (o un dialecto alemán) es una lengua minoritaria legalmente reconocida (Cuadrados: Distribución geográfica demasiado dispersa o pequeña para la escala del mapa)
Alemán (o un dialecto de alemán) es hablado por una minoría considerable, pero no tiene reconocimiento legal

El Consejo para la Ortografía Alemana (alemán: Rat für deutsche Rechtschreibung) es el principal organismo internacional que regula la ortografía alemana.
Con su sede en Mannheim, Alemania; la RdR se formó en 2004 como un sucesor del Zwischenstaatliche Kommission für deutsche Rechtschreibung (Comisión Intergubernamental de la Ortografía Alemana) para incluir tanto a los partidarios como a los opositores de la Reforma de la ortografía alemana de 1996 (y las reformas posteriores).

## Componentes
- Alemania: 18 miembros.
- Austria: 9 miembros.
- Suiza: 9 miembros.
- Provincia autónoma de Bolzano: 1 miembro.
- Comunidad germanófona de Bélgica: 1 miembro.
- Liechtenstein: 1 miembro.
- Luxemburgo: 1 observador (sin derecho de voto).

El Consejo está integrado por 39 miembros. 18 de ellos proceden de Alemania, nueve miembros cada uno para Austria y Suiza, y un representante cada uno para Liechtenstein , la Provincia de Bolzano y la comunidad de habla alemana de Bélgica. Las decisiones se toman por mayoría de dos tercios. El Consejo se constituyó el 17 de diciembre de 2004. EL presidente es el ex primer ministro bávaro de cultura Hans Zehetmair. El Consejo está formado por partidarios y detractores de la reforma ortográfica. En el comunicado de prensa de la Conferencia Permanente del 15 de octubre de 2004, el entonces Presidente Doris Ahnen expresó que el Consejo estaría marcado  "en su composición por un alto grado de pluralismo", y que era "una oferta justa, sobre todo a la crítica y los críticos". El anti-reformista radical Theodor Ickler dejó el Consejo en febrero de 2006.
Luxemburgo, que ya que no participó en la elaboración de la reforma, aplicó sin embargo por decreto la reforma en las escuelas. A pesar de ello aún no forma parte del Consejo. Othon Neuen, asistente del Ministerio de Educación, indicó en agosto de 2004 que la nueva ortografía había sido aceptada por profesores y estudiantes dada su simplicidad. Luxemburgo, como un país "que no habla alemán", no tiene ningún derecho a elegir con respecto a las reformas del idioma. En contraste, pertenece a la Francofonía y ha tenido representantes en la Academia francesa.

## Definición
La página web oficial del Consejo define a este como: ""El Consejo para la ortografía del alemán es un órgano intergubernamental a la que se le encomendó por parte de las autoridades de la ortografía en el área de lengua alemana, preservar la unidad y la ortografía con base en reglas ortográficas en el ámbito esencial mayoritario. El Consejo, por lo tanto es el árbitro decisivo en materia de ortografía alemana y da a las personas las reglas oficiales de referencia sobre como debe ser la ortografía alemana. El Consejo se reunirá al menos dos veces por año juntos en una sesión. La reunión será en el Instituto de la Lengua Alemana de Mannheim, donde el Consejo para la ortografía alemana tiene su oficina".

## Propuestas de corrección
En abril de 2005 el Consejo publicó las primeras propuestas para la corrección de la reforma ortográfica. Se centró en el uso de las palabras que se escriben juntas y separadas, verbos y adjetivos escritos de una u otra manera pueden tener significados diferentes. Por ejemplo, de acuerdo a la Reforma de 1996 "heilig sprechen" (Canonizar) pasó a ser "heiligsprechen", por lo tanto "kennen lernen" (Conocer por primera vez a alguien) puede ser escrito junto. La reforma introdujo la notación "Leid tun" (Doler, dar pena), que fue eliminada, dejando solo "leidtun", que se introdujo en 2004 como una variante. La grafía habitual anterior a la reforma "leid tun" todavía se considera incorrecta.
Hans Zehetmairs anunció que "krankschreiben" (Baja por enfermedad) "debería volver a reescribirse junto" ya que "es algo engañoso" porque antes de la reforma de 1996 se escribía "krank schreiben" (licencia de enfermedad). En este caso, la grafía reformada se conserva.
El 12 de abril de 2005, se dio a conocer que las partes «no controvertidas» de la reforma, resuelta en la resolución de la conferencia de ministros de cultura, serían introducidas como obligatorias en las escuelas y administraciones, para no sembrar innecesariamente dudas entre alumnos y profesores. Esto incluye el caso de la doble S (ss) y la Eszett o S fuerte (ß) de acuerdo a la "Regla de Escritura de la S", en la reunión también se trató sobre la forma adecuada en escribir los préstamos lingüísticos. Sin embargo, Baviera y Renania del Norte-Westfalia anunciaron no seguir esta decisión, así que estos dos estados siguen estando en un régimen transitorio.
El 4 de junio de 2005 el Consejo adoptó la propuesta de corrección sobre la composición escrita de las palabras juntas o separadas, con lo que se restauraría gran parte de la grafía tradicional.
El 25 de noviembre finalmente se efectuaron las propuestas sobre la separación de sílabas y la puntuación. Revirtiéndose parcialmente las medidas tomadas en 1996
Con la puntuación decidió que los conjuntos independientes "und" y "oder" (y, o) están conectados.  El uso de comas en la estructura de la frase sigue teniendo para todo mundo un uso libre. Sin embargo esta facultad de uso libre de comas ya no se usa con los grupos de infinitivos, por ejemplo: Ich benutze die Wikipedia, um mich zu informieren (Yo uso la Wikipedia, para informarme).
El 3 de febrero de 2006 el Consejo sugirió correcciones sobre el uso de mayúsculas y minúsculas. Pidió la capitalización de "Du" (tu) es las cartas, así como que se permitiera escribir nuevamente las frases compuestas "Schwarzes Brett" oder "Erste Hilfe". Con la reforma de 1996 se introdujo anotaciones como "Pleite gehen" (Ir a la quiebra) y "Bankrott gehen" (Ir a la bancarrota) se deben escribir como "pleitegehen" y "bankrottgehen", antes de la reforma eran "pleite gehen" y "bankrott gehen". La reforma de 1996 introdujo la capitalización de los momentos del día como "heute Morgen" (La mañana de hoy) o "morgen Abend" (Mañana en la noche), esto se mantendría.
Estas correcciones del Consejo fueron aprobadas por los ministros a finales de marzo de 2006 por unanimidad y el 1 de agosto de ese mismo año entró en rigor.